# Huang Changzhou
Huang Changzhou (黄常洲S; Deyang, 20 agosto 1994) è un lunghista cinese, medaglia di bronzo ai Mondiali indoor di Portland.

## Biografia
Huang debutta nei circuiti internazionali classificandosi terzo alla tappa pechinese della IAAF World Challenge. L'anno successivo debutta alla prima manifestazione continentale a Wuhan, senza registrare salti validi alla competizione. Nel 2016 vince una medaglia di bronzo ai Mondiali indoor negli Stati Uniti, alle spalle di Marquis Dendy e Fabrice Lapierre, e partecipato alla finale olimpica ai Giochi di Rio de Janeiro 2016. Nel 2017 si assicura una vittoria ai Campionati asiatici in India.

## Palmarès
| Anno | Manifestazione             | Sede           | Evento         | Risultato | Prestazione | Note                                     |
| ---- | -------------------------- | -------------- | -------------- | --------- | ----------- | ---------------------------------------- |
| 2015 | Campionati asiatici        | Wuhan          | Salto in lungo | nm (q)    | nm (q)      |                                          |
| 2016 | Campionati asiatici indoor | Doha           | Salto in lungo | 5º        | 7,81 m      |                                          |
| 2016 | Mondiali indoor            | Portland       | Salto in lungo | Bronzo    | 8,21 m      |                                          |
| 2016 | Giochi olimpici            | Rio de Janeiro | Salto in lungo | 11º       | 7,86 m      |                                          |
| 2017 | Campionati asiatici        | Bhubaneswar    | Salto in lungo | Oro       | 8,09 m      |                                          |
| 2017 | Mondiali                   | Londra         | Salto in lungo | 24º (q)   | 7,70 m      |                                          |
| 2018 | Mondiali indoor            | Birmingham     | Salto in lungo | 10º       | 7,75 m      |                                          |
| 2019 | Campionati asiatici        | Doha           | Salto in lungo | Bronzo    | 7,97 m      | Miglior prestazione personale stagionale |
| 2019 | Mondiali                   | Doha           | Salto in lungo | 16º (q)   | 7,81 m      |                                          |
| 2019 | Giochi mondiali militari   | Wuhan          | Salto in lungo | Argento   | 8,12 m      |                                          |
| 2021 | Giochi olimpici            | Tokyo          | Salto in lungo | 10º       | 7,72 m      |                                          |
| 2022 | Mondiali                   | Eugene         | Salto in lungo | 22º (q)   | 7,75 m      |                                          |